# 노세키역
노세키역(일본어: 野跡駅, のせきえき)은 일본 아이치현 나고야시 미나토구에 위치한 나고야 임해 고속 철도 니시나고야코 선의 역이다. 역 번호는 AN10이다.

## 역 구조
섬식 승강장 1면 2선의 고가역이다. 상하행선 승강장에 안전 대책으로서 스크린도어가 설치되어 있다. 배리어 프리 대응으로 엘리베이터를 1기 배치하였다. 바다와 가까워지기 때문에 인근의 긴조후토 역의 스크린도어(밀폐형) 설치 전까지는 되지 않았지만 역 내 차풍을 위한 투명의 판자가 설치되어 있다.
일부 시간에만 역무원이 있는 순회역에서, 긴조후토 역이 본 역을 관리하고 있다.

### 승강장
| 1 | ■ 아오나미 선 (하행) | 긴조후토 방면       |
| 2 | ■ 아오나미 선 (상행) | 아라코・나고야 방면 |

## 역 주변
본 역은 후지마에 갯벌을 관찰할 수 있는 이나에이 공원 동쪽에 있다. 역 주변은 시영 주택 단지의 미나토 교장과 남쪽은 니치하 나고야 공장 등 공업 지대가 펼쳐진다.
- 이나에이 공원
  - 이나에이 스포츠 센터
  - 미나토 축구장
  - 야생조류 관찰관
  - 이나에이 방문객 센터
- 이나에이히가시 공원
- 아오나미 선 시오나기 차고
- 나고야 시립 노세키 초등학교
- 노세키 커뮤니티 센터
- 나고야 항 세인트 그레이스 대성당
- 긴조후토 선(나고야 시 긴조후토 선)

## 역사
- 2004년 10월 6일: 영업 개시.

## 사진

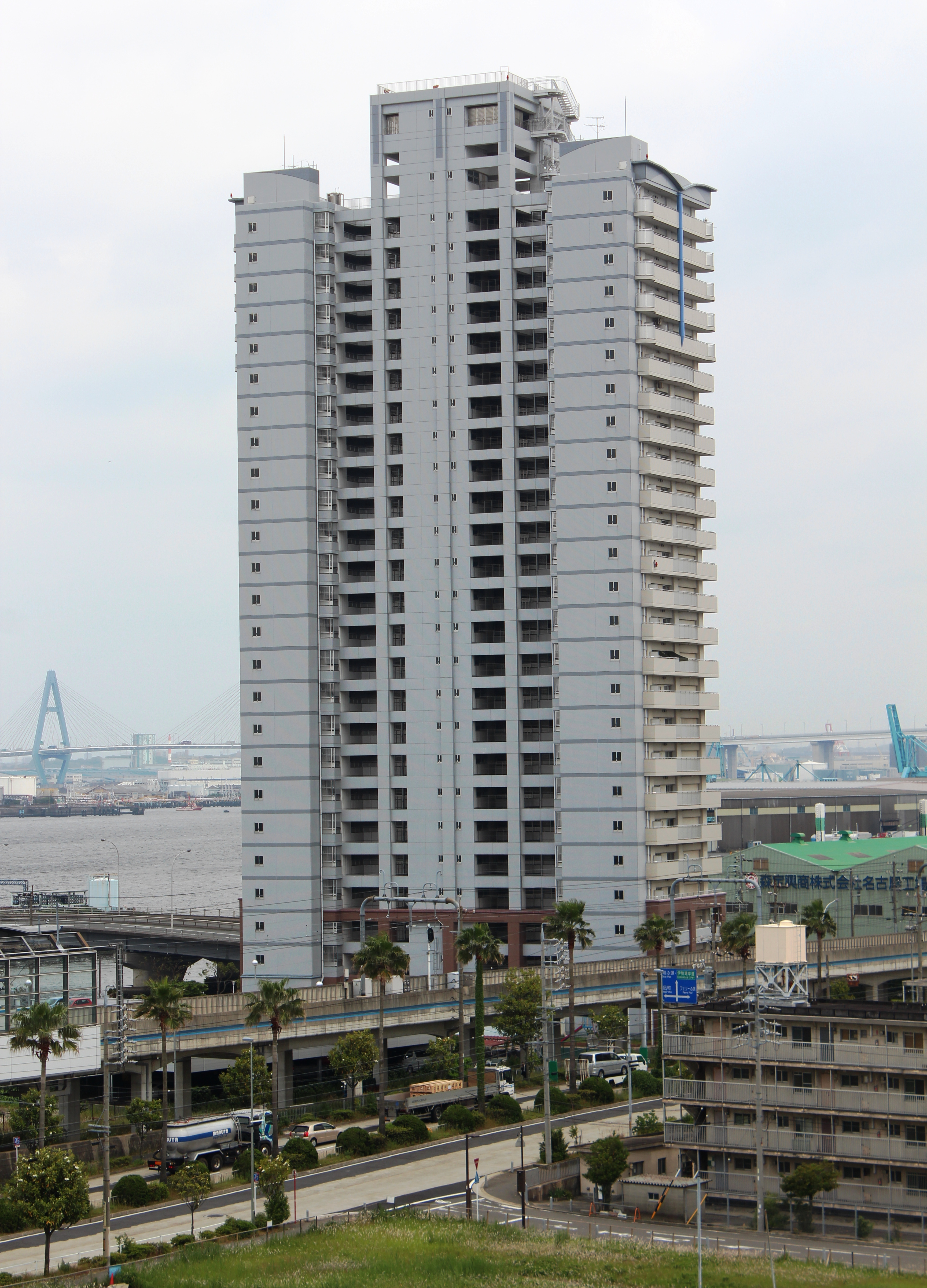
시티 패밀리 가모노우라

## 인접역
| 나고야 임해 고속 철도 ■ 니시나고야코 선 (아오나미 선) | 나고야 임해 고속 철도 ■ 니시나고야코 선 (아오나미 선) | 나고야 임해 고속 철도 ■ 니시나고야코 선 (아오나미 선) |
| ----------------------------------------------------- | ----------------------------------------------------- | ----------------------------------------------------- |
| AN09 이나에이 나고야 방면                             |                                                       | 긴조후토 AN11 긴조후토 방면                           |